# 郭光华
郭光华（1964年—），山东高密人，汉族，中华人民共和国企业家。

## 生平
毕业于北京大学高级管理人员工商管理专业。
2003年，其与妻秦丽婧等人创建新华龙，主要从事钼炉料、钼化工、钼金属等钼系列产品的生产、加工、销售业务，是中国国内仅次于洛阳钼业和金钼股份的第三大钼矿企业。郭光华和秦丽婧及其家族曾拥有公司近九成的股权。2013年，被选为全国人大代表。2016年，因涉嫌贿选被认定当选无效。同年7月，夫妻俩分别辞掉新华龙的董事长、副董事长职位。2017年3月，郭光华通过协议，转让其所持有的全部新华龙股份。